# فيسنتي ميلجار
فيسنتي ميلجار (بالإسبانية: Vicente Melgar) (6 سبتمبر 1982 في السلفادور - ) هو لاعب كرة قدم سلفادوري في مركز الوسط. شارك مع منتخب السلفادور لكرة القدم. أما مع النوادي، فقد لعب مع نادي سانتانيكوس أسوشيتد وإيسيدرو ميتابان ‏ وC.D. Arcense ‏ وA.D. Chalatenango ‏ وأونص لوبوس ‏.